# بيرولوسيت
البيرولوسيت أحد معادن المنجنيز وتركيبه الكيميائي هو MnO2 ويتكون مصاحب له نسبة من أكاسيد الحديد. ويوجد المعدن عادةً في هيئة كتليّة حبيبيّة، كلويّة. لون المعدن أسود، وبريقه فلزي، والمعدن معتم غير شفاف، والصلادة تختلف حسب التبلور.
اشتق اسم المعدن من كلمتين يونانيتين بمعنى (Fire) نار، و (To wash) للتنظيف، حيث كان المعدن يستخدم في إزالة الألوان من الزجاج نظراً لتأثيره المؤكسد.

## التركيب

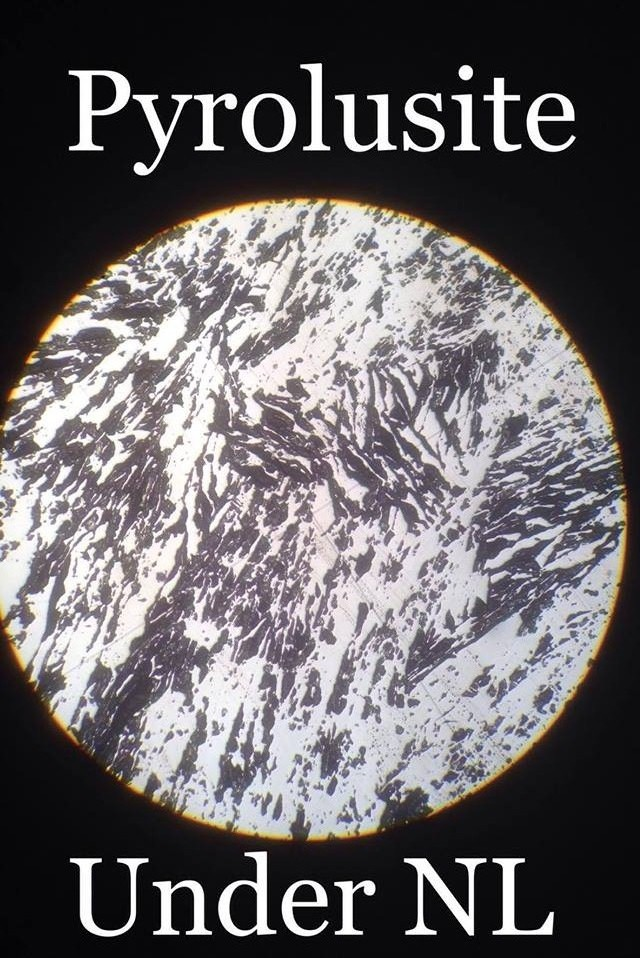
البيرولوسيت تحت المجهر العادي

يتبلور المعدن في فصيلة الرباعي نظام الهرم المنعكس الرباعي المزدوج ويتبع المجموعة الفراغية للمعدن وأبعاد الخلية بالانجستروم هي أ = 4,39 ، جـ = 2,86 ويندر وجوده في بلورات كاملة، ومعظم البلورات تتخذ أشكالاً كاذبة لمعدن المانجانيت.
تتراوح صلادته بين 6 – 6,5 في حين أن النوع غير المتبلور هش صلادته ضعيفة (1 -2) ويترك أثراً أسود على  الأصابع . الانفصام غير واضح، الوزن النوعي = 4,75. البيرولوسيت معدن ذو نشأة ثانوية. حيث يوجد المنجنيز بكميات قليلة في معظم الصخور المتبلورة عند إذابته من هذه الصخور ويعاد ترسيبه يتكون في هيئة معادن مختلفة أهمها البيرولوسيت. وتترسب المجموعات الشجرية من المعدن عادة على جدران الشقوق والقطع الصخرية الكبيرة.

## الاستخدامات
يستخدم البيرولوسيت في صناعة الصلب والسبائك النحاسية والزنكية والألومينية، كما يستخدم في صناعة البطاريات وفي إنتاج الكلور والبروم والأكسجين حيث يعمل كمادة مؤكسدة.